# Can Rapau
Can Rapau era un edifici del Raval de Barcelona, avui desaparegut. Es tractava d'una construcció formada per dos cossos de planta baixa i dos pisos, el principal amb façana al carrer de Jerusalem i el segon al de la Morera.
Tot i el seu aspecte de masia catalana (potenciat per reformes com l'emblanquinament de la façana substituint l'antic estucat d'encintat de carreus), es tractava en realitat de la part sobrevivent d'un conjunt d'edificacions d'origen medieval amb reformes dels segles xvii-xviii. Aquestes foren enderrocades a la segona meitat del segle xix per l'expansió del mercat de la Boqueria més enllà del carrer de la Morera, que marcava el límit occidental del solar de l'antic Convent de Sant Josep.

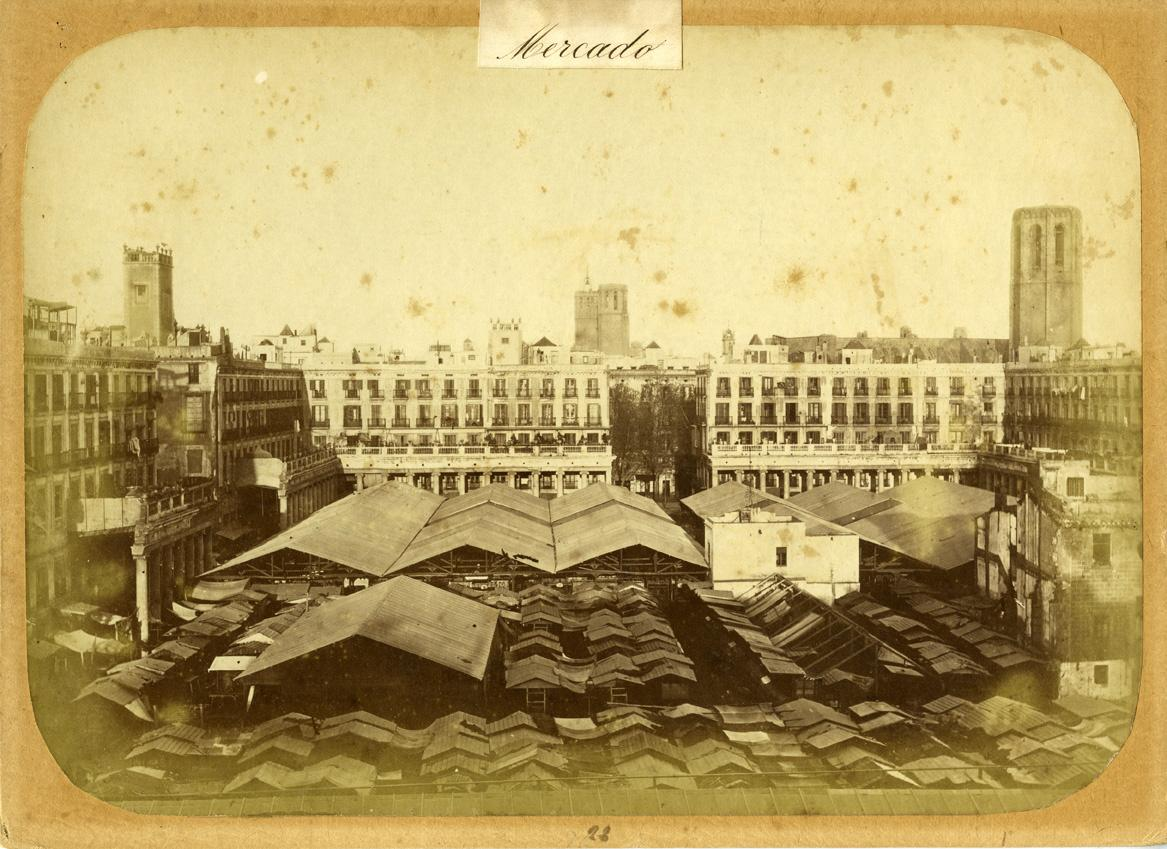
Vista del mercat de la Boqueria a l'àlbum Bellezas de Barcelona (1874). A mà dreta hi ha Can Rapau

Finalment, l'edifici fou enderrocat l'estiu de 2000 arran de la darrera reforma i ampliació del mercat.